# Куп СФР Југославије у рагбију 1979.
Куп СФР Југославије у рагбију 1979. је било 20. издање купа комунистичке Југославије у рагбију. Играло се по правилима рагбија 15. 
Трофеј је освојио Динамо.
Финале
| Рагби клуб Динамо Панчево | 17 – 6 | Рагби клуб Нада Сплит |
| ------------------------- | ------ | --------------------- |
|                           |        |                       |

| Освајач купа Југославије у рагбију 1979. |
| ---------------------------------------- |
| Рагби клуб Динамо Панчево 5. трофеј      |